# Halterofília als Jocs Olímpics d'estiu de 1924 - pes ploma
La competició del pes ploma, amb un pes dels aixecadors inferior a 60 kg, va ser una de les cinc proves d'halterofília que es disputà durant els Jocs Olímpics de París de 1924. La prova es disputà el 21 de juliol i hi van prendre part 21 aixecadors en representació d'onze nacions.

## Medallistes
| Or                    | Plata                 | Bronze                |
| Pierino Gabetti (ITA) | Andreas Stadler (AUT) | Arthur Reinmann (SUI) |

## Reglament
La classificació final s'obtenia a partir de la suma dels millors registres aconseguits en les següents 5 proves:
- Arrancada amb un braç
- Dos temps amb un braç
- Impuls amb dos braços
- Arrancada amb dos braços
- Dos temps amb dos braços

En cada prova els aixecadors tenien dret a tres aixecaments.

## Resultats
| Pos. | Aixecador         | Nació          | Total | Arrancada un braç | Arrancada un braç | Arrancada un braç | Dos temps un braç | Dos temps un braç | Dos temps un braç | Impuls | Impuls | Impuls | Arrancada dos braços | Arrancada dos braços | Arrancada dos braços | Dos temps dos braços | Dos temps dos braços | Dos temps dos braços |
| Pos. | Aixecador         | Nació          | Total | 1                 | 2                 | 3                 | 1                 | 2                 | 3                 | 1      | 2      | 3      | 1                    | 2                    | 3                    | 1                    | 2                    | 3                    |
| ---- | ----------------- | -------------- | ----- | ----------------- | ----------------- | ----------------- | ----------------- | ----------------- | ----------------- | ------ | ------ | ------ | -------------------- | -------------------- | -------------------- | -------------------- | -------------------- | -------------------- |
| 1    | Pierino Gabetti   | Itàlia         | 402,5 | 60,0              | 65,0              | 65,0              | 70,0              | 75,0              | 77,5              | 65,0   | 70,0   | 72,5   | 75,0                 | 80,0                 | 82,5                 | 100,0                | 105.0                | 108,5                |
| 2    | Andreas Stadler   | Àustria        | 385,0 | 60,0              | 65,0              | 67,5              | 70,0              | 75,0              | 75,0              | 65,0   | 70,0   | 70,0   | 75,0                 | 80,0                 | 80,0                 | 105,0                | 105.0                | 110,0                |
| 3    | Arthur Reinmann   | Suïssa         | 382,5 | 50,0              | 55,0              | 57,5              | 70,0              | 75,0              | 75,0              | 75,0   | 80,0   | 82,5   | 75,0                 | 80,0                 | 80,0                 | 100,0                | 100.0                | 105,0                |
| 4    | Maurice Martin    | França         | 380,0 | 55,0              | 60,0              | 62,5              | 57,5              | 57,5              | 62,5              | 70,0   | 75,0   | 77,5   | 75,0                 | 80,0                 | 82,5                 | 95,0                 | 100.0                | 105,0                |
| 5    | Wilhelm Rosinek   | Àustria        | 375,0 | 52,5              | 57,5              | -                 | 70,0              | 70,0              | 75,0              | 62,5   | 67,5   | 70,0   | 62,5                 | 67,5                 | 70,0                 | 100,0                | 100.0                | 105,0                |
| 6    | Gustav Ernesaks   | Estònia        | 372,5 | 55,0              | 60,0              | 62,5              | 72,5              | 77,5              | 80,0              | 60,0   | 65,0   | 67,5   | 72,5                 | 77,5                 | 77,5                 | 92,5                 | 97.5                 | 97,5                 |
| 7    | Alfred Baxter     | Regne Unit     | 370,0 | 50,0              | 55,0              | 60,0              | 60,0              | 65,0              | 67,5              | 65,0   | 70,0   | 70,0   | 70,0                 | 75,0                 | 75,0                 | 100,0                | 105.0                | 105,0                |
| 8    | Edgar Juillerat   | Suïssa         | 367,5 | 55,0              | 60,0              | 60,0              | 65,0              | 70,0              | 75,0              | 67,5   | 72,5   | 72,5   | 70,0                 | 75,0                 | 77,5                 | 95,0                 | 100.0                | 105,0                |
| 9    | Antonín Hrabě     | Txecoslovàquia | 365,0 | 52,5              | 57,5              | 60,0              | 72,5              | 77,5              | 80,0              | 57,5   | 62,5   | 62,5   | 62,5                 | 67,5                 | 70,0                 | 95,0                 | 100.0                | 100,0                |
| 9    | Raymond Suvigny   | França         | 365,0 | 50,0              | 55,0              | 55,0              | 60,0              | 65,0              | 65,0              | 65,0   | 70,0   | 72,5   | 72,5                 | 77,5                 | 80,0                 | 95,0                 | 100.0                | 100,0                |
| 11   | René Catalas      | França         | 360,0 | 55,0              | 55,0              | 55,0              | 65,0              | 70,0              | 75,0              | 70,0   | 72,5   | -      | 70,0                 | 75,0                 | 75,0                 | 90,0                 | 95.0                 | 100,0                |
| 12   | Nicolaas Moerloos | Bèlgica        | 355,0 | 55,0              | 55,0              | 60,0              | 70,0              | 70,0              | 75,0              | 65,0   | 65,0   | 67,5   | 67,5                 | 72,5                 | 72,5                 | 92,5                 | 92.5                 | 92,5                 |
| 13   | Albert Maes       | Bèlgica        | 352,5 | 55,0              | 60,0              | 60,0              | 70,0              | 70,0              | 75,0              | 65,0   | 65,0   | 67,5   | 67,5                 | 72,5                 | 72,5                 | 95,0                 | 95.0                 | 100,0                |
| 14   | Cemal Erçman      | Turquia        | 345,0 | 50,0              | 55,0              | 57,5              | 55,0              | 60,0              | 65,0              | 75,0   | 80,0   | 82,5   | 65,0                 | 70,0                 | 70,0                 | 90,0                 | 90.0                 | 95,0                 |
| 15   | Sante Scarcia     | Itàlia         | 342,5 | 55,0              | 60,0              | 60,0              | 60,0              | 65,0              | 70,0              | 65,0   | 70,0   | 72,5   | 62,5                 | 67,5                 | 67,5                 | 80,0                 | 85.0                 | 90,0                 |
| 16   | Augustus Cummins  | Regne Unit     | 337,5 | 50,0              | 55,0              | 57,5              | 60,0              | 65,0              | 67,5              | 62,5   | 62,5   | 67,5   | 62,5                 | 67,5                 | 70,0                 | 82,5                 | 87.5                 | 90,0                 |
| 17   | Thomas Taylor     | Regne Unit     | 317,5 | 50,0              | 50,0              | 50,0              | 55,0              | 60,0              | 60,0              | 57,5   | 57,5   | 57,5   | 65,0                 | 70,0                 | 70,0                 | 85,0                 | 90.0                 | 92,5                 |
| 18   | Franz Andrysek    | Àustria        | 275,0 | 55,0              | 60,0              | -                 | 70,0              | 75,0              | 80,0              | 62,5   | 67,5   | 70,0   | 72,5                 | 77,5                 | 77,5                 | 100,0                | 100.0                | 100,0                |
| 18   | Giuseppe Conca    | Itàlia         | 275,0 | 55,0              | 55,0              | -                 | 45,0              | 50,0              | 55,0              | 70,0   | 75,0   | 80,0   | 55,0                 | 65,0                 | 70,0                 | 80,0                 | 85.0                 | 85,0                 |
| -    | António Pereira   | Portugal       | DNF   | 55,0              | 60,0              | 60,0              | 60,0              | 65,0              | 70,0              | 60,0   | 60,0   | 65,0   | -                    | -                    | -                    | -                    | -                    | -                    |
| -    | Sigfrid Hylander  | Suècia         | DNF   | 50,0              | 55,0              | -                 | 55,0              | 70,0              | 70,0              | 70,0   | 0      | 60,0   | -                    | -                    | 60,0                 | -                    | -                    | -                    |